# Fuldatal
Fuldatal é uma municipalidade do distrito de Kassel, estado de Hesse, na Alemanha. Fica situada na margem do Rio Fulda.